# Грибо
Грибо (Greebo) е герой на Тери Пратчет от поредицата му за Света на Диска. Той е неуморният и страховит котарак на Леля Ог – единственото създание (в това число сигурно би трябвало да броим и Смърт), което не попада в списъка на Грибо за изяждане, пребиване или чифтосване. Всички животни в горите на Ланкър се страхуват от него. Той е баща на повечето котки в района. Грибо има едно зелено око и едно, което е млечно бяло. За Леля Ог, той е „Г-н Котарак-пис“, и вижда в главата си Грибо като умна малка топка от пух. Всички други го виждат като зъл пършив котарак който всеки момент ще ти издере окото.